# Jamie Dixon
Jamie Dixon, (nacido el 10 de noviembre de 1965 en Burbank, California) es un entrenador de baloncesto estadounidense que ejerce en la NCAA.

## Trayectoria
- Te Aute College  (1989)
- Los Angeles Valley C.C. (1989-1991), (Asist.)
- Universidad de California en Santa Bárbara (1991-1992), (Asist.)
- Universidad de Hawái (1992-1994), (Asist.)
- Universidad de Northern Arizona  (1994-1998), (Asist.)
- Universidad de Hawái (1998-1999), (Asist.)
- Universidad de Pittsburgh (1999-2003), (Asist.)
- Universidad de Pittsburgh (2003-2016)
- Universidad Cristiana de Texas (2016- )
- Estados Unidos, sub-19 (2009)